# Campionati del mondo di corsa in montagna 2001
I Campionati del mondo di corsa in montagna 2001 si sono disputati ad Arta Terme, in Italia, il 16 settembre 2001 sotto il nome di "World Trophy". Il titolo maschile è stato vinto da Marco De Gasperi, quello femminile da Melissa Moon.

## Uomini Seniores
Individuale
| Pos.    | Atleta                 | Nazione       | Tempo    |
| ------- | ---------------------- | ------------- | -------- |
| Oro     | Marco De Gasperi       | Italia        | 1h01'05" |
| Argento | Emanuele Manzi         | Italia        | 1h01'08" |
| Bronzo  | Billy Burns            | Inghilterra   | 1h01'21" |
| 4       | Alexis Gex-Fabry       | Svizzera      | 1h01'54" |
| 5       | Lucio Fregona          | Italia        | 1h02'04" |
| 6       | Phil Costley           | Nuova Zelanda | 1h02'29" |
| 7       | Thierry Breuil         | Francia       | 1h02'54" |
| 8       | Paulo Goncalves        | Portogallo    | 1h03'23" |
| 9       | Gil Besseyre           | Francia       | 1h03'40" |
| 10      | Jean-Christophe Dupont | Francia       | 1h04'05" |

Squadre
| Pos.    | Squadra     | Punti |
| ------- | ----------- | ----- |
| Oro     | Italia      | 19    |
| Argento | Francia     | 39    |
| Bronzo  | Inghilterra | 104   |

## Uomini Juniores
Individuale
| Pos.    | Atleta            | Nazione   | Tempo  |
| ------- | ----------------- | --------- | ------ |
| Oro     | Stefano Scaini    | Italia    | 34'21" |
| Argento | Florian Heinzle   | Austria   | 34'52" |
| Bronzo  | Davide Spini      | Italia    | 35'58" |
| 4       | Henryk Szost      | Polonia   | 36'08" |
| 5       | Petr Hudek        | Rep. Ceca | 36'26" |
| 6       | Marco Rinaldi     | Italia    | 31'14" |
| 7       | Tomasz Brzeski    | Polonia   | 36'54" |
| 8       | Andrew Lemoncello | Scozia    | 36'55" |
| 9       | Mitja Kosovelj    | Slovenia  | 37'00" |
| 10      | Eugeni Vassiliev  | Russia    | 37'14" |

Squadre
| Pos.    | Squadra  | Punti |
| ------- | -------- | ----- |
| Oro     | Italia   | 10    |
| Argento | Polonia  | 39    |
| Bronzo  | Slovenia | 45    |

## Donne Seniores
Individuale
| Pos.    | Atleta               | Nazione       | Tempo  |
| ------- | -------------------- | ------------- | ------ |
| Oro     | Melissa Moon         | Nuova Zelanda | 38'02" |
| Argento | Anna Pichrtova       | Rep. Ceca     | 38'17" |
| Bronzo  | Izabela Zatorska     | Polonia       | 38'50" |
| 4       | Svetlana Demidenko   | Russia        | 38'57" |
| 5       | Angela Mudge         | Scozia        | 39'28" |
| 6       | Andrea Mayr          | Austria       | 36'22" |
| 7       | Ludmilla Melicherova | Slovacchia    | 40'07" |
| 8       | Cornelia Heinzla     | Austria       | 40'07" |
| 9       | Valerie Chowaniec    | Canada        | 40'23" |
| 10      | Rosita Rota Gelpi    | Italia        | 40'48" |

Squadre
| Pos.    | Squadra | Punti |
| ------- | ------- | ----- |
| Oro     | Italia  | 38    |
| Argento | Polonia | 41    |
| Bronzo  | Austria | 50    |

## Donne Juniores
Individuale
| Pos.    | Atleta            | Nazione       | Tempo  |
| ------- | ----------------- | ------------- | ------ |
| Oro     | Lea Vetsch        | Svizzera      | 27'25" |
| Argento | Sarah Devoy       | Nuova Zelanda | 27'36" |
| Bronzo  | Agnieszka Stafa   | Polonia       | 27'37" |
| 4       | Elisa Desco       | Italia        | 27'41" |
| 5       | Malgorzata Gorska | Polonia       | 27'42" |
| 6       | Frederike Heinzle | Austria       | 28'00" |
| 7       | Valeria Marinoni  | Italia        | 28'25" |
| 8       | Karrissa Hawitt   | Inghilterra   | 29'04" |
| 9       | Melissa Rodriguez | Francia       | 29'08" |
| 10      | Michela Beltrando | Italia        | 29'12" |

Squadre
| Pos.    | Squadra       | Punti |
| ------- | ------------- | ----- |
| Oro     | Polonia       | 8     |
| Argento | Italia        | 11    |
| Bronzo  | Nuova Zelanda | 18    |

## Medagliere
| Posizione | Paese         | Oro | Argento | Bronzo | Totale |
| --------- | ------------- | --- | ------- | ------ | ------ |
| 1         | Italia        | 5   | 2       | 1      | 8      |
| 2         | Polonia       | 1   | 2       | 2      | 5      |
| 3         | Nuova Zelanda | 1   | 1       | 1      | 3      |
| 4         | Svizzera      | 1   | 0       | 0      | 1      |
| 5         | Austria       | 0   | 1       | 1      | 2      |
| 6         | Rep. Ceca     | 0   | 1       | 0      | 1      |
| 6         | Francia       | 0   | 1       | 0      | 1      |
| 8         | Inghilterra   | 0   | 0       | 2      | 2      |
| 9         | Slovenia      | 0   | 0       | 1      | 1      |